# Formigara

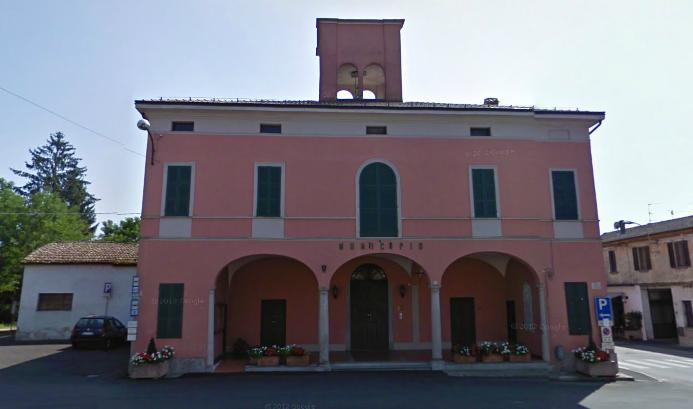
Municipio di Formigara

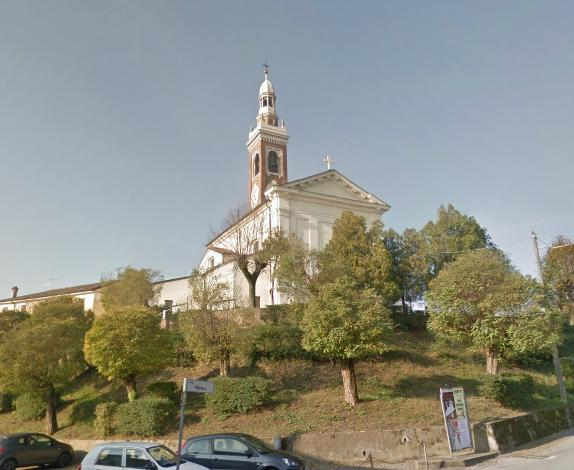
Chiesa di Formigara

Formigara (Furmighèra nel dialetto locale) è un comune italiano di 1 003 abitanti della provincia di Cremona in Lombardia.

## Storia
Nel XVII secolo i ricchi mercanti Archetti acquistarono il feudo di Formigara.
Nel 1743 l'imperatrice Maria Teresa d'Austria insignisce la famiglia del titolo marchesi di Formigara e Baroni del Sacro Romano Impero. Oltre a Formigare la famiglia ha possedimenti in Brescia e a Santa Giustina presso Castenedolo. Tra gli esponenti della famiglia si conta il cardinal Giovan Andrea Archetti, influente esponente religioso amico della zarina Caterina II di Russia.
Su una lapide posta nella chiesa del complesso di Santa Giustina è possibile leggere il riferimento al feudo di Formigara:
"MONUMENTUM JOAN ANTONI ARCHETTI C.A. CONSULIIS IMP. CAES. AUG. DYNASTAE FORMIGARIENSIUM".
Nel 1841 il comune si espande incorporando il territorio di Cornaleto che ne diverrà frazione.

### Simboli
Lo stemma e il gonfalone sono stati concessi con D.P.R. del 19 marzo 1959.
Il gonfalone è un drappo di colore azzurro.

## Monumenti e luoghi d'interesse

### Architetture religiose
- Chiesa dei Santi Nazario e Celso a Formigara
- Chiesa di Sant'Andrea apostolo a Cornaleto

## Società

### Evoluzione demografica
Abitanti censiti

## Cultura

### Istruzione
Nel paese è presente una scuola dell'infanzia; per altri servizi d'istruzione il riferimento è l'Istituto comprensivo Pizzighettone-San Bassano.

### Eventi
- Canti della Merla: gli ultimi due giorni di gennaio e il primo febbraio sul sagrato della chiesa i tradizionali canti popolari.
- Sagra: è la quarta domenica di settembre, per l'occasione mercatini, bancarelle e mostre.

## Geografia antropica

### Frazioni
Unica frazione è Cornaleto, territorio che fu aggregato al comune di Formigara nel 1841.

## Infrastrutture e trasporti

### Strade
Il territorio è attraversato da due strade provinciali:
- CR SP 13 Pizzighettone-Montodine
- CR SP 38 Pizzighettone-Oscasale

### Mobilità urbana
Esiste il servizio di linee bus che collegano la località al capoluogo di provinica Cremona e ai paesi contermini.

## Amministrazione
| Periodo        | Periodo        | Primo cittadino      | Partito              | Carica  | Note |
| -------------- | -------------- | -------------------- | -------------------- | ------- | ---- |
| 3 giugno 1985  | 24 giugno 1990 | Giovanni Parmigiani  | Democrazia Cristiana | sindaco |      |
| 24 giugno 1990 | 24 aprile 1995 | Giuseppe Cigoli      | indipendente         | sindaco |      |
| 24 aprile 1995 | 14 giugno 1999 | Maria Bambina Spizzi | centro               | sindaco |      |
| 14 giugno 1999 | 14 giugno 2004 | Flavio Fontana       | centro-sinistra      | sindaco |      |
| 14 giugno 2004 | 8 giugno 2009  | Flavio Fontana       | lista civica         | sindaco |      |
| 8 giugno 2009  | 26 maggio 2014 | William Vailati      | lista civica         | sindaco |      |
| 26 maggio 2014 | 27 maggio 2019 | William Vailati      | lista civica         | sindaco |      |
| 27 maggio 2019 | 9 giugno 2024  | William Vailati      | lista civica         | sindaco |      |
| 9 giugno 2019  | in carica      | William Vailati      | lista civica         | sindaco |      |